# Francesco Renda
Francesco Renda (Cattolica Eraclea, 18 février 1922 - Palerme, 12 mai 2013) est un historien marxiste italien, homme politique et professeur d'université.

## Biographie
Francesco Renda est né à Cattolica Eraclea en Sicile, diplômé en philosophie, il s'inscrit, très jeune, au parti communiste italien (Partito Comunista Italiano – PCI) et devient le Secrétaire chargé de la Chambre confédérale du travail à Agrigente.

### Carrière politique
En 1951, Francesco Renda est élu membre de l'Assemblée régionale sicilienne pour le « Bloc du Peuple »  (Blocco del popolo), une coalition de l'IPP et du Parti Socialiste Italien (Partito Socialista Italiano) pour le district d'Agrigente et est réélu pour le PCI pour cinq législatures consécutives. Il démissionne en novembre 1967 pour rejoindre le Sénat italien. Élu sénateur dans la 5e législature (1968-1972), il a été membre du Comité chargé des questions régionales.

### Carrière universitaire
En 1972 il abandonne la politique et retourne à l'Université devenant professeur d'histoire moderne à la faculté de sciences politiques de l'Université de Palerme, puis Président de l'Institut Gramsci en Sicile. 
En tant qu'historien marxiste, il est probablement l'un des érudits les plus importants du mouvement paysan en Sicile.
Depuis 1997, il est professeur émérite à l'Université de Palerme où il meurt le 12 mai 2013 à Palerme.
En 2007, Francesco Renda a écrit son autobiographie en tant qu'historien du mouvement paysan. Il est né et a grandi dans ce monde en devenant un témoin et un acteur de sa renaissance.
Ses œuvres les plus importantes sont une Histoire des Fasci Siciliani, la Mafia sicilienne, et une Histoire de la Sicile en trois volumes ( Storia della Sicilia dal 1860 al 1970) publié en 2003.

## Massacre de Portella della Ginestra
Francesco Renda a été témoin oculaire du massacre de Portella della Ginestra accompli par le chef bandit et séparatiste Salvatore Giuliano et sa bande, où 11 personnes ont été tuées et 27 blessées lors des célébrations de la fête du 1er mai 1947 en Sicile. Ce matin de mai il devait prendre la parole à Portella, mais en raison d'un défaut de sa moto il est arrivé en retard. «  Devant mes yeux, que cette effroyable tragédie qui s'est passée ». Immédiatement après le massacre, les paysans de Piana ont voulu se faire justice, menaçant de tuer les mafiosi de leur comté. « J'ai les ai convaincus, » se souvenait Renda, « que cela aurait été un prétexte pour d'interdire le communisme ».

## Œuvres
- La Sicilia del 1812, Caltanissetta-Rome, 1963,
- Risorgimento e classi popolari in Sicilia, Milan, 1968,
- Socialisti e cattolici in Sicilia, Caltanissetta-Rome, 1972,
- I fasci siciliani, Turin, 1977,
- Movimenti di massa e democrazia nella Sicilia del dopoguerra, Bari, 1979,
- Contadini e democrazia in Italia, Naples, 1980,
- Storia della Sicilia dal 1860 al 1970, 1984, 1985, 1987,1999,
- I Beati Paoli. Storia, letteratura e leggenda, 1988,
- Il 1º maggio 1890, 1990,
- L'espulsione dei Gesuiti dalle Due Sicilie, 1993,
- La fine del giudaismo siciliano, 1993,
- L'Inquisizione in Sicilia. I fatti. Le persone, 1997,
- Sicilia e Mediterraneo. La nuova geopolitica, 2000,
- Salvatore Giuliano. Una biografia storica, 2002,
- Storia della Sicilia dalle origini ai giorni nostri, 2003,
- Autobiografia politica . La grande impresa, 2007,
- Domenico Caracciolo viceré e primo ministro tra Palermo e Napoli, 2010,
- Maria Carolina e Lord Bentinck nel diario di Luigi de' Medici, 2011[4].

## Crédit d'auteurs
- (en) Cet article est partiellement ou en totalité issu de l’article de Wikipédia en anglais intitulé « Francesco Renda » (voir la liste des auteurs).